# Campagnes de la vallée de Shenandoah (1864)
Pour les articles homonymes, voir Campagnes de la vallée de Shenandoah.
Batailles
Campagne de Lynchburg — New Market • Piedmont • Lynchburg.
Raid de Early et opérations contre la ligne
du B&O Railroad — Monocacy • Fort Stevens • Heaton's Crossroads • Cool Spring • Rutherford's Farm • Kernstown • Folck's Mill • Moorefield.
Campagne de Sheridan dans la vallée — Guard Hill • Summit Point • Smithfield Crossing • Berryville • 3e Winchester • Fisher's Hill • Tom's Brook • Cedar Creek.
Les campagnes de la vallée de Shenandoah de 1864 sont un ensemble de mouvements de troupes et de batailles qui ont eu lieu dans la vallée de Shenandoah en Virginie, de mai à octobre 1864. De nombreux historiens militaires divisent cette période en trois « campagnes » distinctes.

## Contexte
Au début de 1864, Ulysses S. Grant est promu lieutenant-général et reçoit le commandement de toutes les armées de l'Union. Son état-major s'intègre à l'Armée du Potomac, mais le major-général George G. Meade reste le commandant de cette dernière. Grant confie au major-général William Tecumseh Sherman le commandement direct de la plupart des armées occidentales.
Grant s'aligne sur le concept de guerre totale, et estime, avec Sherman et le président Abraham Lincoln, que seule la défaite totale des armées confédérées et de leur base économique peut mettre fin à la guerre. Par conséquent, Grant applique la tactique de la terre brûlée. Il conçoit une stratégie coordonnée pour frapper le cœur de la Confédération à partir de plusieurs lieux. Grant, Meade, et le major-général Benjamin Butler sont envoyés contrer l'Armée de la Virginie du Nord du général Robert E. Lee, près de Richmond. Dans la vallée de la Shenandoah, le major-général Franz Sigel reçoit l'ordre de détruire les approvisionnements de Lee. Sherman reçoit pour objectif d'envahir la Géorgie et de capturer Atlanta, tandis que le major-général Nathaniel Banks tente de se saisir de Mobile (Alabama).

## Campagne de Lynchburg (mai-juin 1864)

Opération militaires dans la Vallée de Shenandoah (Mai – Juillet 1864)

La première campagne de la Vallée de la Shenandoah débute par l'invasion menée par Sigel et planifiée par Grant. Sigel reçoit le commandement du Département de la Virginie-Occidentale, et l'ordre de faire mouvement depuis le sud-ouest de la vallée jusqu'au point de plus haute altitude. Son objectif est de détruire le nœud ferroviaire de Lynchburg (Virginie) avec ses 10 000 hommes.
Bataille de New Market (15 mai)
Sigel est intercepté par les 4 000 soldats et cadets de l'Institut militaire de Virginie (VMI) sous le commandement du major-général confédéré John C. Breckinridge. La bataille se solde par la défaite de Sigel, malgré sa supériorité numérique. Il se retire sur Strasburg (Virginie), et est remplacé par le major-général David Hunter, qui brûlera par la suite la VMI en représailles.
Bataille de Piedmont (5 juin - 6 juin)
Hunter reprend l'offensive et parvient à vaincre William E. «Grumble» Jones (en), qui est tué dans la bataille. Hunter occupe Staunton (Virginie).
Bataille de Lynchburg (17 juin - 18 juin)
Hunter ne peut mettre en application son plan visant à détruire les voies ferrées, canaux, et hôpitaux, à cause de l'arrivée de Jubal A. Early et de son armée. Hunter, à court de ravitaillement, doit se retirer en Virginie-Occidentale.

## Raid d'Early (juin – août 1864)

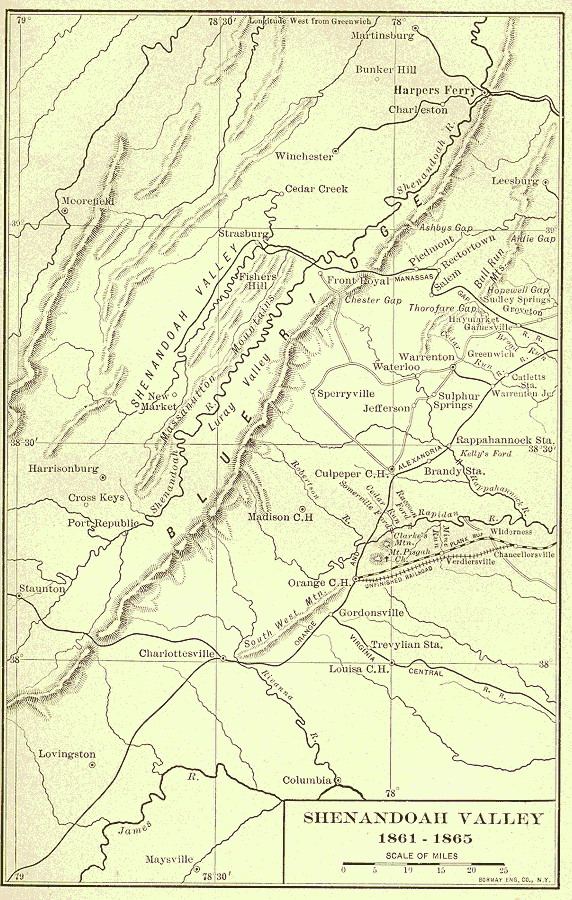
Carte de la vallée de Shenandoah.

Robert E. Lee s'inquiète de la progression d'Hunter dans la vallée, qui fait peser une menace critique sur les lignes de chemin de fer et les ravitaillements des troupes confédérées basées en Virginie. Il envoie donc le Corps de Jubal Early pour repousser les forces de l'Union hors de la vallée et, si possible, menacer Washington, dans l'espoir de contraindre Grant à réduire les forces qu'il masse contre Lee aux alentours de Petersburg (Virginie). La tâche d'Early est encore rendue plus difficile par l'ombre que fait peser la campagne de Thomas J. «Stonewall» Jackson dans cette vallée en 1862, devenue légendaire parmi les troupes confédérées.
Early commence ses opérations avec réussite. Il descend la vallée sans rencontrer d'opposition, passe Harpers Ferry, traverse le Potomac, et commence à s'avancer dans le Maryland. Grant déploie le Corps d'Horatio G. Wright et d'autres troupes sous le commandement de George Crook afin de renforcer Washington et poursuivre Early.
|                                                                                     |  |                                                                                      |
| Jubal Anderson Early (1816–1894) est un avocat et un général de l'armée confédérée. |  | Horatio Gouverneur Wright (1820-1899), ingénieur et général dans l'armée de l'Union. |

Bataille de Monocacy Junction (9 juillet)
Également connue sous le nom de Bataille de Monocacy. Early réussit aisément à vaincre une force armée réduite de l'Union, commandée par Lew Wallace près de Frederick (Maryland), mais cette bataille ralentit sa progression, fournissant davantage de temps à l'Union pour renforcer la défense de Washington.
Bataille de Fort Stevens (11 juillet – 12 juillet)
Early lance une attaque sur ce fort, situé dans la partie nord-ouest du périmètre défensif de la ville de Washington. Mais son offensive échoue et il doit se retirer en Virginie.
Heaton's Crossroads (en) (16 juillet)
La cavalerie de l'Union attaque le train de ravitaillement d'Early alors qu'il fait retraite à travers la vallée de Loudoun (en), près des montagnes Blue Ridge. Plusieurs escarmouches de cavalerie ont lieu ce jour-là, les troupes de l'Union pratiquant une tactique de harcèlement sur la colonne d'Early.
Bataille de Cool Spring (17 juillet – 18 juillet)
Également connue sous le nom de Snicker's Ferry. Early attaque et repousse ses poursuivants commandés par Wright.
Bataille de Rutherford's Farm (20 juillet)
Une division de l'Union attaque une division confédérée commandée par Stephen Dodson Ramseur, et la met en déroute. Early se retire plus loin au sud, jusqu'à Fisher's Hill, près de Strasburg (Virginie).
Seconde bataille de Kernstown (24 juillet)
Wright se retire, pensant qu'Early ne représente plus aucune menace. Early l'attaque par surprise pour l'empêcher de rejoindre Grant et ses forces qui assiègent Petersburg. Les troupes de l'Union sont mises en déroute, fuyant à travers les rues de Winchester. Early les poursuit et brûle la ville de Chambersburg (Pennsylvanie), en représailles des destructions commises par Hunter dans la vallée de Shenandoah.
Bataille de Folck's Mill (1er août)
Également connue sous le nom de bataille de Cumberland, c'est un petit affrontement de cavalerie dans le Maryland, sans réelle victoire d'un côté ou de l'autre.
Bataille de Moorefield (7 août)
Également connue sous le nom de Bataille d'Oldfields. La cavalerie confédérée est prise dans une embuscade à son retour d'un raid sur Chambersburg. C'est une victoire pour la cavalerie de l'Union commandée par le brigadier-général William Woods Averell.

## Campagne de Sheridan (août – octobre 1864)
| |  | |
| Philip Sheridan (1831-1888) « [Il] n'a pas son pareil parmi les généraux, qu'ils soient vivants ou morts » disait de lui Ulysses S. Grant. |  | Franz Sigel (1824–1902) sévèrement défait par Breckinridge à New Market, mais vainqueur d'Early à Harpers Ferry. |

Campagne de Sheridan (août – octobre 1864)

Grant finit par perdre patience face aux manœuvres d'Early, et particulièrement la destruction de Chambersburg. Il sait aussi que Washington reste vulnérable tant qu'Early n'est pas maîtrisé. Il désigne donc un nouveau commandant, choisi pour son agressivité et son opiniâtreté, Philip Sheridan, commandant la cavalerie de l'Armée du Potomac. Grant lui remet le commandement de la totalité des forces armées de l'Union dans la région, réunies pour l'occasion sous l'appellation d'Armée de la Shenandoah. Sheridan commence sa campagne lentement, principalement pour éviter tout affrontement majeur : une défaite risquerait de handicaper la réélection de Lincoln à la présidence des États-Unis.
Bataille de Guard Hill (16 août)
Également connue sous le nom de Front Royal ou Cedarville. Des troupes confédérées commandés par Richard H. Anderson sont envoyées depuis Petersburg pour renforcer l'armée d'Early. La Division de Cavalerie de l'Union du brigadier-général Wesley Merritt attaque par surprise les colonnes confédérées alors qu'elles traversent la rivière Shenandoah, et fait près de 300 prisonniers. Mais les forces confédérées se rallient et repoussent progressivement les hommes de Merritt jusqu'à Cedarville. Le résultat de cette bataille est mitigé.
Bataille de Summit Point (21 août)
Également connue sous le nom de Flowing Springs ou Cameron's Depot. Early et Anderson attaquent Sheridan près de Charles Town (Virginie-Occidentale). Sheridan mène une retraite combative.
Bataille de Smithfield Crossing (25 août - 29 août)
Deux divisions confédérées franchissent l'Opequon (en) et forcent une division de cavalerie de l'Union à faire retraite sur Charles Town.
Bataille de Berryville (3 septembre - 4 septembre)
C'est un engagement mineur dans lequel Early tente d'arrêter la marche de Sheridan qui remonte la vallée. Mais il doit se retirer sur l'Opequon Creek, lorsqu'il réalise qu'il est en bien piètre position pour attaquer l'armée de Sheridan au grand complet.
Bataille d'Opequon (19 septembre)
Également connue sous le nom de Troisième bataille de Winchester. Alors que les forces d'Early sont dispersées, faisant un raid sur le B. & O. Railroad, Sheridan attaque près de Winchester (Virginie). Subissant de très lourdes pertes, Early doit se retirer de la bataille la plus importante des trois campagnes (en termes d'effectifs engagés), et rejoint ses positions défensives sur Fisher's Hill.
Bataille de Fisher's Hill (2 septembre - 22 septembre)
Sheridan surprend Early au petit matin par une attaque sur le flanc, mettant les forces confédérées en déroute avec des pertes modérées. Early se retire sur Waynesboro (Virginie).
L'armée d'Early est affaiblie et contenue, la Vallée s'ouvre donc aux troupes de l'Union. Avec la prise d'Atlanta par Sherman, la réélection de Lincoln semble assurée. Sheridan descend lentement le long de la vallée, menant une campagne de la terre brûlée, qui préfigure la Marche de Sherman vers la mer en novembre. L'objectif est d'empêcher la Confédération de ravitailler ses armées en Virginie, et l'armée de Sheridan exécute cette consigne sans pitié, brûlant récoltes, granges, moulins et usines.
Bataille de Tom's Brook (9 octobre)
Early se lance à la poursuite de Sheridan, mais la cavalerie de l'Union met en déroute deux divisions de cavalerie confédérée.
Bataille de Cedar Creek (19 octobre)
Dans une brillante attaque par surprise, Early met en déroute les deux tiers de l'armée de l'Union, mais ses troupes, affamées et épuisées, brisent les rangs pour aller piller le camp de l'Union. Sheridan réussi à rallier ses troupes et inflige à Early une défaite décisive.
Ayant atteint ses objectifs visant à neutraliser Early et à détruire l'économie de la Vallée, Sheridan positionne ses armées pour opérer sa jonction avec les troupes de Grant, alors engagées dans les opérations du siège de Petersburg. La plupart des troupes du corps d'Early rejoignent Lee à Petersburg en décembre, tandis qu'Early reste pour commander ce qui n'est plus que le reliquat d'une armée. Sheridan lui inflige une dernière défaite à la bataille de Waynesboro, le 2 mars 1865, capturant la quasi-totalité de cette armée, alors réduite à portion congrue. À la suite de cette ultime bataille, le gouvernement et la population de la Confédération perdent confiance en lui, et Lee lui retire son commandement.